# 沙斯塔修道院
沙斯塔修道院是一座禪宗佛教寺院，於1970年由第一任寺主法雲慈友禪師在美國 加利福尼亞州沙斯塔山現址創立。
沙斯塔修道院主要著重於日本曹洞宗的“只管打坐”冥想方法。   這種冥想方法，人們致力於關照自己的念頭，而不陷入其中。沙斯塔修道院出版社同時也出版佛教書籍，所出版的書籍包括其創始人法雲慈友的著作，以及一些佛教典籍的翻譯，其中包括曹洞宗道元希玄禪師（正法眼藏）和瑩山紹瑾禪師（傳光錄）的作品。

## 外部連結
- 沙斯塔修道院官網  （页面存档备份，存于） （英文）
- Order of Buddhist Contemplatives （页面存档备份，存于） （英文）

41°21′03″N 122°21′14″W / 41.3507°N 122.3538°W